# Jesenice
Pour les articles homonymes, voir Jesenice (homonymie).
Jesenice (en allemand : Aßling) est une ville du nord-ouest de la Slovénie située à la frontière avec l'Autriche. De tradition minière très ancienne, elle est connue principalement pour être l'hôte de la plus grande aciérie du pays.

## Étymologie
La ville tire son nom du frêne, un arbre qui se dit jêsen en slovène et qui est très présent à cet endroit.

## Géographie

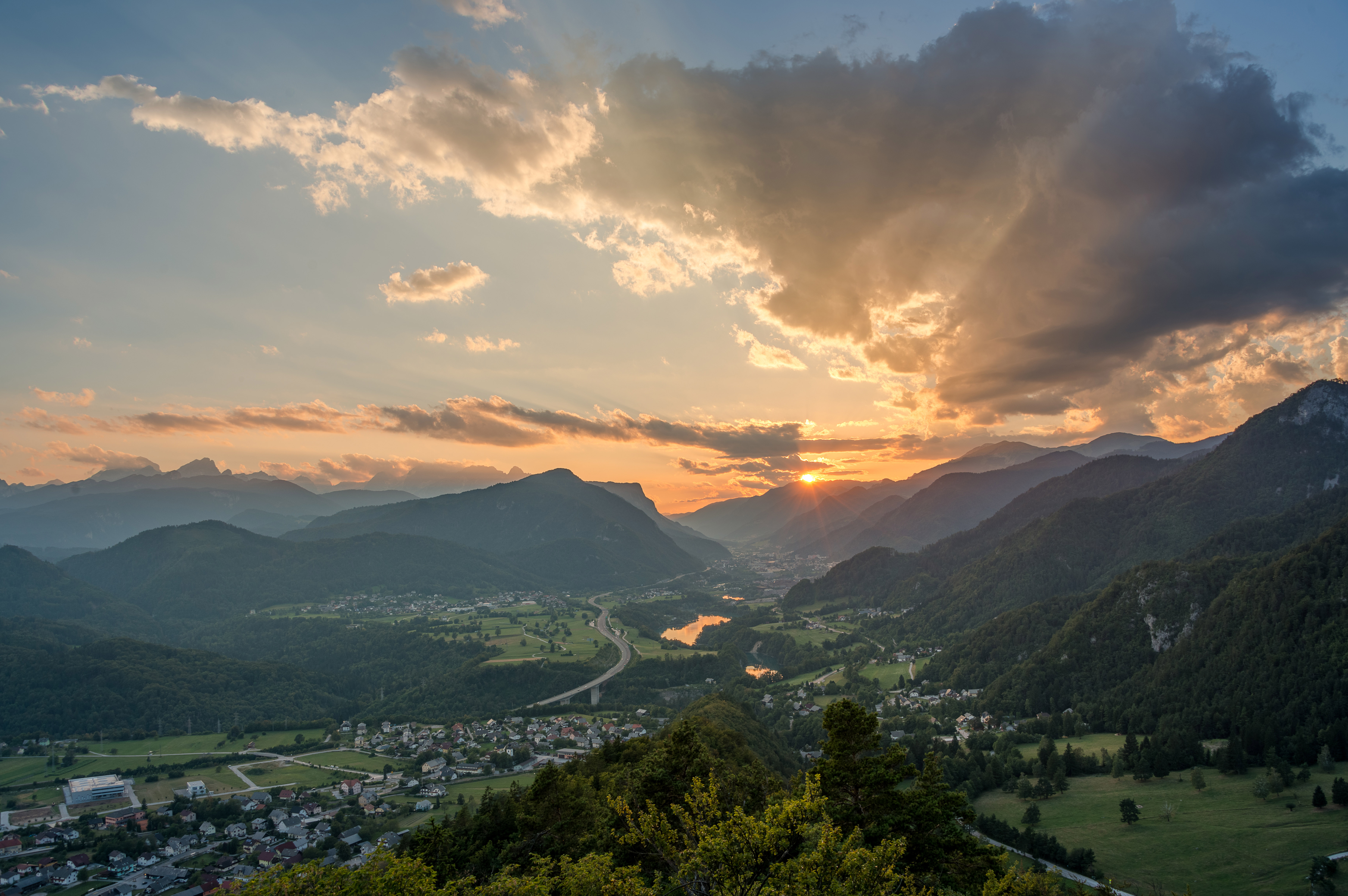
Vue sur la vallée de la Save Dolinka.

La commune est située dans la région de la Haute-Carniole proche de la frontière autrichienne sur le versant méridional du massif montagneux des Karavanke. La vallée où se situe la ville a été creusée par la rivière Save (Sava Dolinka). La commune est située juste au nord du parc national du Triglav qui appartient aux Alpes juliennes. 
Jesenice est un point de passage important grâce à la présence de l'autoroute A2 et du tunnel des Karavanke qui relie les pays de Slovénie et d'Autriche en passant sous le massif. La commune se trouve à environ 40 km au nord-ouest de la ville de Kranj, le centre urbain traditionnel de la région. 

### Villages
Les villages qui composent la commune sont Blejska Dobrava, Hrušica, Javorniški Rovt, Jesenice, Kočna, Koroška Bela, Lipce, Planina pod Golico, Plavški Rovt, Podkočna, Potoki, Prihodi et Slovenski Javornik.

## Histoire
Le nom allemand de la localité, Assling, fut mentionné pour la première fois en 1004 dans un acte de donation de terres délivré par le roi Henri II. Il n'y avait pas de localité à l'époque mais ce nom représentait la zone proche du cours d'eau Jesenica. Le nom slovène de Jesenicza apparaît dans les sources en 1337.

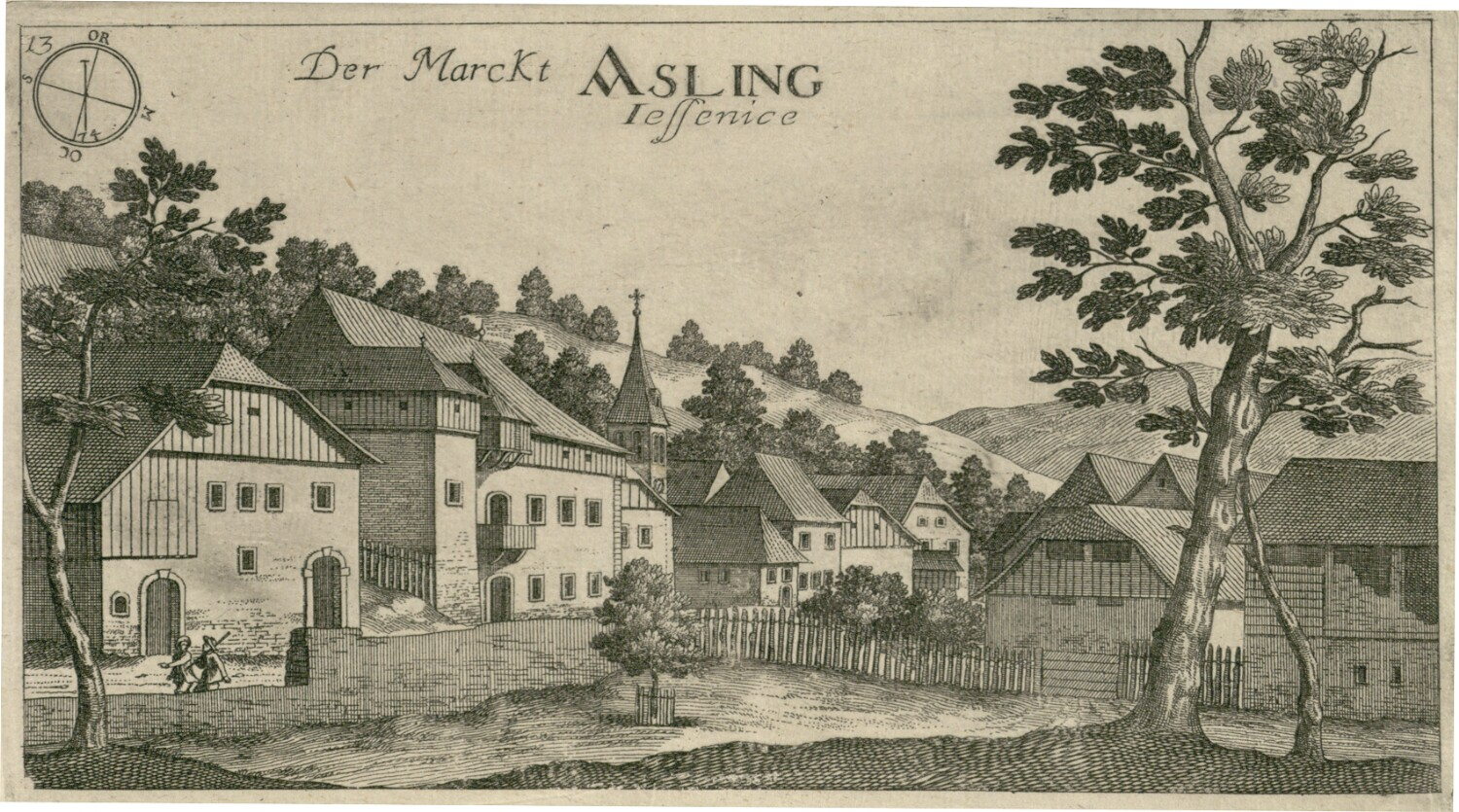
Asling - Iessenice, Janez Vajkard Valvasor, 1679.

L'économie de la région faisant partie du duché de Carniole fut très tôt orientée sur l'extraction du minerai de fer. Les industries locales, positionnées sur les hauteurs en dehors de la vallée, se servaient de la force des cours d'eau pour faire fonctionner leurs machines. Cette industrie dont les besoins en eau augmentait au fil des années fut relocalisée en 1538 à l'emplacement actuel dans la vallée de la rivière Save. C'est à cette époque que la localité de Jesenice vit réellement le jour. À cette époque, la région appartenait aux territoires héréditaires des Habsbourg (l'Autriche intérieure) sous le règne du roi Ferdinand Ier et ses successeurs. 
Plus tard, des fonderies se développèrent à proximité et en 1869 celles-ci furent rénovées et regroupées sous le nom de Kranjska Industrijska Družba (Compagnie industriel de Carniole). Cette industrie est à l'origine des entreprises qui existent toujours au XXIe siècle. La population se répartissait entre les personnes de langue germanique et les personnes de langue slovène. Une ligne de chemin de fer fut construite après 1870 pour relier l'Autriche à l'Italie. Ce projet nécessita la réalisation d'un tunnel sous le massif du Karavanke mais aussi un autre plus au sud au niveau de la localité de Bohinj pour relier l'Italie. Les tunnels furent inaugurés par l'Archiduc Franz Ferdinand d'Autriche.

### 1914-1945
Durant la Première Guerre mondiale, l'industrie locale contribua à l'effort de guerre par la fabrication d'armes. La région, sous le commandement de l'empire d'Autriche-Hongrie fut relativement épargnée durant cette guerre en raison de son éloignement de la ligne de front séparant plus à l'ouest l'armée italienne de l'armée de l'Empire austro-hongrois. La ville subit un unique bombardement par l'aviation italienne sans qu'il n'y ait de victime. Après la guerre, la région fut placée dans le nouvel état dénommé royaume des Serbes, Croates et Slovènes jusqu'en 1941. L'Allemagne nazie envahit la région avec son allié italien en 1941. La région et particulièrement son industrie étaient stratégiques pour l'Allemagne et très vite, tout fut fait pour assimiler la population locale. Des cours étaient ainsi donnés pour germaniser la population et toute une frange de la population fut déplacée ou déportée. En parallèle dans la région naquit un mouvement de résistance, les partisans dont la célèbre brigade d'Ivan Cankar. La population réalisait par ailleurs des sabotages sur l'industrie locale qui était utilisée pour fabriquer des armes. Des travailleurs locaux furent ainsi parfois remplacés par des travailleurs originaires de France et d'Italie. La ville fut fortement touchée par un bombardement des Alliés en 1945, peu avant la libération. La gare fut totalement détruite ainsi que plusieurs quartiers de la cité.
Après la Seconde Guerre mondiale, la région passa sous la tutelle de la Yougoslavie et plus particulièrement au sein de la république socialiste de Slovénie. De nouveaux fourneaux furent mis en service et l'activité économique de l'acier recommença à battre son plein, car l'acier était très important pour reconstruire le pays détruit durant la guerre. Dans les années 1970, la sidérurgie employait plus de 8 000 travailleurs. Par la suite, avec la chute de la Yougoslavie et l'indépendance de la Slovénie, l'industrie dut faire face à la concurrence des usines sidérurgiques d'Europe de l'Ouest. De plus, une partie des matières premières qui provenaient des autres républiques de Yougoslavie n'était plus disponibles. De nombreux travailleurs perdirent leurs emplois et une partie de la population quitta la région en quête d'un nouvel emploi. Au début du XXIe siècle, l'industrie sidérurgique n'emploie plus que 1 350 personnes, mais elle a été totalement modernisée pour atteindre les standards mondiaux. L'économie de la région s'est diversifiée depuis les années 1990, notamment grâce au développement du tourisme de montagne.

## Démographie
Entre 1999 et 2021, la population de la commune de Jesenice est restée plus ou moins constante avec une population proche de 22 000 habitants,.
Évolution démographique
| 1999   | 2000   | 2001   | 2002   | 2003   | 2004   | 2005   | 2006   | 2007   |
| ------ | ------ | ------ | ------ | ------ | ------ | ------ | ------ | ------ |
| 22 075 | 22 065 | 21 955 | 21 952 | 21 961 | 21 967 | 21 896 | 21 971 | 21 914 |
| 2008   | 2009   | 2010   | 2011   | 2012   | 2013   | 2014   | 2015   | 2016   |
| 21 945 | 21 828 | 21 688 | 21 645 | 21 511 | 21 374 | 21 257 | 21 042 | 20 858 |
| 2017   | 2018   | 2019   | 2020   | 2021   |        |        |        |        |
| 20 754 | 20 759 | 20 991 | 21 340 | 21 679 |        |        |        |        |

## Sports
Jesenice était la patrie du club de hockey sur glace, le HK Acroni Jesenice disparu en 2012, un des clubs phares du pays avec ses 23 titres de champion de Yougoslavie et ses 5 titres de champion de Slovénie En 2013, le HDD Jesenice est créé comme successeur.

## Né à Jesenice
- Tone Čufar (1905-1942), écrivain
- Anže Kopitar (1987-), joueur de hockey sur glace
- Thomas Luckmann (1927-2016), sociologue
- Teodora Poštič (1984-), patineuse artistique
- Dalila Jakupović (1991), joueuse de tennis
- Grega Žemlja (1986-), joueur de tennis
- Grega Bole (1985-), coureur cycliste
- Jure Kocjan, (1984-) coureur cycliste.
- Biserka Cvejić (1923-2021), Artiste lyrique serbe d'origine croate.

## Jumelage
La ville de Jesenice est jumelée avec :
- Nagold (Allemagne) depuis 1994